# 3183 Franzkaiser
3183 Franzkaiser è un asteroide della fascia principale. Scoperto nel 1949, presenta un'orbita caratterizzata da un semiasse maggiore pari a 3,1896982 UA e da un'eccentricità di 0,1304479, inclinata di 2,17907° rispetto all'eclittica.